# Hentriakontan
Hentriakontan (CH3(CH2)29CH3) (sumární vzorec C31H64) je uhlovodík patřící mezi alkany, má 31 uhlíkových atomů v molekule. Nachází se ve parafínu.
Vyskytuje se v řadě rostlin, včetně hrachu setého (Pisum sativum), akácie senegalské, Gymnema sylvestre a dalších, a obsahuje také asi 8–9 % včelího vosku. Má 10 660 307 791 konstitučních izomerů. 